# Cheese (software)
Cheese è una applicazione per GNOME per acquisire immagini e video via webcam, simile a Photo Booth.
È stata sviluppata da Daniel G. Siegel come progetto per il Google Summer of Code 2007.
Usa GStreamer per applicare effetti alle foto ed ai video. Ha possibilità di esportazione verso Flickr ed è integrata in GNOME.
Dalla versione 2.22.0 Cheese è diventato ufficialmente parte di GNOME.

## Effetti
- Mauve
- Noir/Blanc
- Saturation
- Hulk
- Vertical Flip
- Horizontal Flip
- Shagadelic
- Vertigo
- Edge
- Dice
- Warp